# Wet waardering onroerende zaken
Wet waardering onroerende zaken (afgekort Wet WOZ) is een Nederlandse wet die in 1994 is aangenomen. De WOZ regelt de waardering van alle onroerende zaken in Nederland ten behoeve van onder meer belastingheffing en het woningwaarderingsstelsel. De WOZ-waarde vertegenwoordigt de geschatte marktwaarde van een woning. Gemeenten bepalen de WOZ-waarde op basis van verkoopprijzen van vergelijkbare woningen in de buurt, en specifieke kenmerken van de woning. De waarde wordt steeds voor een kalenderjaar vastgesteld. Artikel 18 bepaalt dat de waardepeildatum één jaar voor het begin van dat kalenderjaar ligt. De waarde van de onroerende zaak in het begin van een kalenderjaar moet dus niet verward worden met de WOZ-waarde voor dat kalenderjaar.

## Geschiedenis
Voor de invoering van de Wet WOZ in 1994 mochten belastingplichtigen bij belastingaangiften zelf de waarde van hun woning en andere onroerende objecten vaststellen. Dit kon tot arbitraire uitkomsten leiden en de overheid wilde voor (een aantal) belastingen daarom graag gebruikmaken van vaste waarden. Bij de invoering was het streven de WOZ-waarde voor zo veel mogelijk belastingen als uitgangspunt te nemen. De wet werd landelijk ingevoerd in 1997.
Voor de invoering stelden gemeenten de waarde van onroerend goed ook vast, maar nog niet volgens de uitgangspunten van de nieuwe wet. Daarom mochten gemeenten, die net op de oude manier een nieuwe taxatie uitgevoerd hadden, deze gegevens gebruiken alsof ze volgens de Wet WOZ bepaald waren. De Waarderingskamer beoordeelde de waardegegevens van de betreffende gemeente. Daarbij stelde ze een ophogingspercentage vast waarmee de waardegegevens gebruikt konden worden alsof ze volgens de Wet WOZ waren vastgesteld. Dit waren de zogenaamde wetsfictiegemeenten.

## WOZ-waarde
De WOZ-waarde voor een kalenderjaar is een grondslag voor belastingheffing door drie overheden over dat kalenderjaar of over een gebeurtenis in dat kalenderjaar. De WOZ-waarde wordt voor de volgende belastingen gebruikt:
1. Gemeente: 
  1. Onroerendezaakbelasting (OZB)
  2. Optioneel: rioolheffing, forensenbelasting
2. Belastingdienst:
  1. Wet inkomstenbelasting 2001:
    1. in box 1: eigenwoningforfait
    2. in box 3: onroerende zaken anders dan de eigen woning
    3. afschrijving gebouwen voor ondernemers dan wel resultaatgenieters
    4. afschrijving en aftrekdrempel op monumentenwoningen

  2. Wet op de vennootschapsbelasting 1969:
    1. afschrijving gebouwen

  3. Successiewet:
    1. de waardering van een woning bij overlijden of schenking met een mogelijke waardedruk bij verhuur aan derden
3. Waterschap: 
  1. watersysteemheffing (voorheen: omslag gebouwd)

Daarnaast werkt de objectafbakening van artikel 16 Wet WOZ door in onder andere de Wet belastingen op milieugrondslag (energiebelasting), de Elektriciteitswet en de Gaswet.
Breder gebruik WOZ-waarde
Ook wordt de WOZ-waarde maatschappelijk steeds breder gebruikt; banken accepteren de WOZ-waarde veelal als bewijs dat de waarde van de woning voldoende onderpand is voor een (tweede) hypothecaire lening of als bewijs dat het zogenaamde toptarief (hoger rentetarief als de lening meer bedraagt dan de executiewaarde) niet meer betaald hoeft te worden. Ook is de maximale huur volgens het woningwaarderingsstelsel afhankelijk van de WOZ-waarde.

## Uitvoering
De uitvoering van de Wet WOZ ligt in handen van de gemeenten. Het College van burgemeester en wethouders is verantwoordelijk voor een goede uitvoering van de Wet WOZ. De uitvoering van de wet wordt gecontroleerd door de Waarderingskamer, een zelfstandig bestuursorgaan met een publiekrechtelijke rechtspersoonlijkheid. De Minister van Financiën is politiek verantwoordelijk. 

### Basisregistratie Waardering Onroerende Zaken
De vastgestelde waarde wordt sinds 2009 opgenomen in de Basisregistratie Waardering Onroerende Zaken, die deel uitmaakt van het Nederlandse stelsel van basisregistraties.
Dit register wordt beheerd door het Nederlandse Kadaster onder verantwoordelijkheid van het Ministerie van Financiën.
De gemeente bepaalt dus een WOZ-waarde voor een onroerende zaak (WOZ-object) en levert deze waarde aan voor de Basisregistratie WOZ bij het Kadaster.
De Rijksbelastingdienst, de waterschappen en andere bevoegde instellingen, zoals het Centraal Bureau voor de Statistiek, kunnen vervolgens de informatie uit de basisregistratie plukken.

## Waardepeildatum
De WOZ-waarde wordt periodiek opnieuw vastgesteld en geldt dan voor een bepaalde periode (een WOZ-tijdvak), tegenwoordig één kalenderjaar. Omdat een taxateur niet alle objecten op dezelfde dag kan taxeren, om de gerealiseerde verkoop- en huurprijzen te kunnen analyseren en om rechtsgelijkheid te creëren worden alle objecten naar dezelfde "waardepeildatum" getaxeerd.
| WOZ-tijdvak: | Geldt voor het tijdvak/belastingjaar: | Waardepeildatum: |
| 1e           | 1997 t/m 2000                         | 1 januari 1995   |
| 2e           | 2001 t/m 2004                         | 1 januari 1999   |
| 3e           | 2005 t/m 2006                         | 1 januari 2003   |
| 4e           | 2007                                  | 1 januari 2005   |
| 5e           | 2008                                  | 1 januari 2007   |
| 6e           | 2009                                  | 1 januari 2008   |
| 7e           | 2010                                  | 1 januari 2009   |
| 8e           | 2011                                  | 1 januari 2010   |
| 9e           | 2012                                  | 1 januari 2011   |
| 10e          | 2013                                  | 1 januari 2012   |
| 11e          | 2014                                  | 1 januari 2013   |
| 12e          | 2015                                  | 1 januari 2014   |
| 13e          | 2016                                  | 1 januari 2015   |
| 14e          | 2017                                  | 1 januari 2016   |
| 15e          | 2018                                  | 1 januari 2017   |
| 16e          | 2019                                  | 1 januari 2018   |
| 17e          | 2020                                  | 1 januari 2019   |

Zoals te zien is in bovenstaande tabel geldt in het eerste en tweede WOZ-tijdvak de waarde voor een periode van 4 jaar. Door de wetswijziging van november 2005 werd deze periode verkort tot 2 jaar (2005-2006) om daarna, vanaf 2007, plaats te maken voor een jaarlijkse herwaardering. 
Sinds 2008 ligt de waardepeildatum één jaar voor de ingang van het belastingjaar waarvoor de WOZ-waarde wordt vastgesteld. Dit is vastgelegd in artikel 18, lid 2 van de Wet WOZ. Voor het  belastingjaar 2015 geldt dus wettelijk het waardeniveau op 1 januari 2014. Voor 2016 het waardeniveau op 1 januari 2015 en zo verder.
Deze systematiek van waardebepaling biedt gemeenten en WOZ-taxateurs de gelegenheid om de gerealiseerde verkoopprijzen te analyseren, waar nodig te corrigeren (zoals bij een niet-marktconforme verkoop, bijvoorbeeld een familietransactie, een executoriale verkoop/veiling of een transactie met een verkoopregulerend beding) en te verwerken in het waarderingssysteem. Zo wordt gewaarborgd dat de jaarlijks vast te stellen WOZ-waarden aansluiten op het marktniveau van de wettelijk voorgeschreven waardepeildatum.

## Toestandsdatum
De waarde van een onroerende zaak dient in het kader van de Wet WOZ te worden bepaald naar de waarde die de onroerende zaak op de waardepeildatum had en naar de situatie waarin de onroerende zaak zich op die datum bevond. Dit is slechts anders wanneer zich er tussen de waardepeildatum en het begin van het heffingstijdvak wijzigingen hebben voorgedaan in de zin van bouw, verbouw, wijziging van bestemming, verbetering, afbraak, etc. In die situatie wordt als toestandsdatum het begin van het heffingstijdvak gehanteerd (artikel 18, lid 3 van de Wet WOZ). In beginsel is de (fysieke) toestandsdatum dus gelijk aan de waardepeildatum, tenzij de hierboven genoemde wijzigingen zich in de tussenliggende periode hebben voorgedaan. 
Gemeenten zijn niet verplicht om de toestandsdatum, wanneer deze afwijkt van de waardepeildatum, af te drukken op het beschikkingsbiljet, omdat deze van rechtswege volgt. Zie uitspraak Hoge Raad 5 februari 2010, ECLI:NL:HR:2010:BL1947.. 
Volgens jurisprudentie is het echter wel wenselijk dat de toestandsdatum vermeld wordt, zie uitspraak Rechtbank Zutphen 17 november 2006, 06/581 en 06/1440 WOZ, ECLI:NL:RBZUT:2006:AZ2669..

## WOZ-object
Volgens de Wet WOZ is een WOZ-object:
- een gebouwd eigendom; een ongebouwd eigendom; een gedeelte van een  gebouwd of een ongebouwd eigendom dat volgens indeling bestemd is om als afzonderlijk geheel te worden gebruikt; een samenstel van twee of meer gebouwde of ongebouwde eigendommen, die bij dezelfde belastingplichtige in gebruik zijn en die, naar de omstandigheden beoordeeld, bij elkaar horen.

Een WOZ-object wordt bepaald (afgebakend) op basis van de volgende criteria:
- binnen één gemeente
- één eigenaar
- één gebruiker

Hierbij geldt dat een als woning zelfstandig WOZ-object minimaal moet beschikken over een toilet en een keuken(tje). Het is niet voldoende dat het (zelfstandige) WOZ-object alleen afsluitbaar is (vergelijk wooneenheden in een verzorgingshuis).
Bij niet-woningen geldt het criterium dat het (zelfstandige) object afsluitbaar moet zijn. Sanitaire voorzieningen zijn niet noodzakelijk.
Op basis van de bovenbeschreven definitie telde Nederland begin 2006 voor het eerst meer dan 8 miljoen WOZ-objecten (woningen en bedrijfsgebouwen). Een jaar eerder was dit nog 7,8 miljoen. Vooral het aantal niet bewoonde bedrijfsgebouwen steeg fors. Ruim 85 procent van de WOZ-objecten is een woning en 10 procent is een bedrijfsgebouw. De overige 5 procent bestaan uit bijvoorbeeld monumenten, eenvoudige sportfaciliteiten, enzovoort.

## Waardebepaling
De waarde wordt bepaald op de waarde die aan de onroerende zaak dient te worden toegekend, indien de volle en onbezwaarde eigendom daarvan zou kunnen worden overgedragen en de verkrijger de zaak in de staat waarin die zich bevindt, onmiddellijk en in volle omvang in gebruik zou kunnen nemen.  Er vindt geen vergelijking plaats met de waarde in voorgaande belastingjaren. 
Er zijn verschillende taxatiemethodieken die worden toegepast;
- Voor woningen: de vergelijkingsmethode:

Een woning wordt vergeleken met vergelijkbare woningen die rond de waardepeildatum zijn verkocht. Soms kunnen de verkopen ook verder van de waardepeildatum verwijderd zijn. Dit kan zich voordoen als er weinig verkoopcijfers van vergelijkbare woningen beschikbaar zijn. De waarde wordt dan herrekend naar het waardeniveau op de waardepeildatum. 
- Voor woningen in aanbouw: Voor een woning in aanbouw dient de waarde te worden bepaald op het percentage van gereedmelding op basis van de gecorrigeerde vervangingswaarde (GVW). Daarbij wordt de grondwaarde vermeerderd met een schatting van de investeringen in het gebouw, dat wil zeggen de opstallen, voor zover deze aan het begin van het belastingjaar waarvoor de waarde wordt vastgesteld gereed zijn.

- Voor niet-woningen (bedrijven, scholen, etc.): Voor een niet-woning dient de waarde te worden bepaald op basis van de economische waarde en op de gecorrigeerde vervangingswaarde (GVW). De hoogste waarde dient te worden gehanteerd. De economische waarde voor niet-woningen kan op 3 manieren worden bepaald, te weten: middels de vergelijkingsmethode, de huurwaardekapitalisatiemethode (HWK) en de Discounted-cash-flow methode (DCF).

In de praktijk komt het er bij niet-woningen op neer dat courante objecten (kantoren, winkels, horeca, etc.) volgens de HWK-methode worden gewaardeerd, campings en hotels op basis van de DCF-methode worden gewaardeerd en incourante panden (scholen, ziekenhuizen, etc.) volgens de GVW-methode worden gewaardeerd.
De bepaalde waarde geldt dan voor het gehele WOZ-tijdvak/belastingjaar. 
In de oorspronkelijke wet gold: als er een wijziging optrad aan het object gedurende het tijdvak werd de waarde opnieuw bepaald (mutatiebeschikking). De waarde gold dan ingaande het jaar na het tot stand komen van de wijziging. De wijziging moest wel groter zijn dan 5% van de oude waarde, met een minimum van € 11.345, of moest groter zijn dan € 113.445. Dit was artikel 19 van de wet, maar dit artikel is op 1 januari 2007 komen te vervallen omdat er sindsdien elk jaar een nieuwe waarde wordt vastgesteld.
De gemeente maakt de waarde kenbaar aan de belanghebbende  door middel van een voor bezwaar vatbare beschikking. Dit gebeurt normaliter tegelijkertijd met het verzenden van de OZB-aanslag, in de eerste acht weken van het jaar. Binnen zes weken na dagtekening van de beschikking kan de belanghebbende bezwaar maken tegen de vastgestelde waarde. In 2008 diende 3,5% van de ontvangers van een woz-beschikking een bezwaar in. In 2010 is een voorlopige schatting dat tegen 2,7% van de WOZ-beschikkingen bezwaar is gemaakt volgens de Waarderingskamer. De gemeente beoordeelt de situatie opnieuw en doet uiterlijk op 31 december uitspraak. Als de belanghebbende het hiermee niet eens is kan hij of zij beroep aantekenen bij de rechtbank. Daarna staan nog de beroepsmogelijkheid bij het Gerechtshof en cassatie bij de Hoge Raad open. 
De WOZ-waarde is een grondslag voor de OZB, waterschapsheffing, inkomstenbelasting en erfbelasting. Wie het niet met de waarde eens is, kan tegen de WOZ-beschikking bezwaar maken binnen de wettelijke bezwaartermijn van zes weken na dagtekening van de aanslag/beschikking. Bezwaar tegen latere aanslagen op grond van de WOZ-waarde zal niet-ontvankelijk worden verklaard. De waarde kan ondanks een niet-ontvankelijkverklaring nog wel worden verlaagd, maar alleen als blijkt dat de waarde meer dan 20% en ten minste € 5.000 lager had moeten zijn. Na het verstrijken van de wettelijke bezwaartermijn kan alleen een nieuwe belanghebbende die voor het eerst belastingplichtig is voor de onroerende zaak (bijvoorbeeld een erfgenaam die daarbij een fiscaal belang heeft) op grond van artikel 26 van de Wet WOZ een nieuwe beschikking opvragen.

## Bezwaar maken
Het is mogelijk voor belanghebbenden om bezwaar te maken tegen de WOZ-waarde. Een belanghebbende kan bezwaar maken als hij vindt dat de WOZ-waarde van zijn onroerende zaak te hoog of te laag is vastgesteld. Dit kan onder verwijzing naar rond de waardepeildatum voor vergelijkbare woningen gerealiseerde verkoopprijzen. Het bezwaarschrift dient binnen zes weken na dagtekening van de WOZ-beschikking te worden ingediend bij de gemeente of uitvoeringsorganisatie die de beschikking heeft genomen. 
Het bezwaar dient de naam, dagtekening van het besluit, het beschikkingsnummer en de reden van bezwaar te vermelden. Als het niet lukt om binnen de termijn van zes weken bezwaar te maken, dan is het ook mogelijk om een pro forma bezwaarschrift in te dienen. Dit is een bezwaarschrift zonder gronden, waarbij aan de gemeente verzocht wordt een nadere termijn te geven voor het indienen van de gronden van het bezwaar. 
Het heeft geen zin om de nieuwe WOZ-waarde te vergelijken met een oudere waardevaststelling, omdat de WOZ-waarde elk jaar volledig opnieuw moet worden bepaald. Bezwaar maken omdat de WOZ-waarde tussen de vorige en de nieuwe waarde afwijkt van het gemiddelde heeft geen zin. Ook is het niet mogelijk om te verwijzen naar de algemene ontwikkeling op de woningmarkt.
Er zijn bedrijven die bereid zijn het bezwaar namens de belanghebbende te doen zonder dat het deze iets kost (het gaat dus verder dan no cure, no pay): het bedrijf ontvangt bij succes slechts de proceskosten die de tegenpartij (gemeente) moet betalen (zoals geregeld in het Besluit proceskosten bestuursrecht), en neemt voor lief dat het bij afwijzing niets ontvangt. De belastingorganisaties maken zich zorgen over de vele bezwaren die hierdoor worden ingediend, wegens het vele werk om die allemaal af te handelen.

## Cijfers
Op 1 januari 2005 bedroeg de gemiddelde woningwaarde volgens de Wet WOZ € 202.000. Op 1 januari 2012 is de gemiddelde woningwaarde uitgekomen op € 232.000. Dat is ruim 2% minder dan een jaar eerder. Het is het tweede jaar op rij dat de gemiddelde WOZ-waarde is afgenomen waardoor deze nu weer terug is op het niveau van 2008. Van de provincies is de gemiddelde WOZ-waarde met € 276.000 het hoogst in Utrecht en het laagst in Groningen met € 175.000. Bij 60% van gemeenten ligt de WOZ-waarde boven het landelijke gemiddelde. De drie gemeenten met de hoogste WOZ-waarde zijn Bloemendaal (€ 630.000), gevolgd door Blaricum (€ 604.000) en Laren (€ 602.000). De gemeente Heerlen heeft met € 133.000 de laagste gemiddelde woningwaarde.
| Omschrijving (in euro)  | 2000    | 2005    | 2008    | 2009    | 2010    | 2011    | 2012    | 2013    | 2014    |
| ----------------------- | ------- | ------- | ------- | ------- | ------- | ------- | ------- | ------- | ------- |
| Gemiddelde woningwaarde | 180.000 | 202.000 | 232.000 | 241.000 | 242.000 | 237.000 | 232.000 | 223.000 | 211.000 |